# Голос (ярославская газета)
«Го́лос» — либеральная газета, выходившая в Ярославле с 19 февраля (4 марта) 1909 года до ноября 1917 года.
Издателями газеты до 1912 года были активные члены Конституционно-демократической партии книгоиздатель депутат Государственной думы К. Ф. Некрасов и Н. П. Дружинин, впоследствии её редактор; затем «товарищество сотрудников». Среди авторов газеты были депутат Государственной думы Д. И. Шаховской, столичные деятели Конституционно-демократической партии, в том числе А. С. Ланде, ответственный секретарь газеты учитель П. А. Критский, помощник секретаря Н. Г. Огурцов, корреспонденты М. А. Богданович, В. Я. Брюсов, А. Н. Ефрейторов, А. Д. Капустин, А. М. Лебедев, П. И. Мизинов, в газете печатали стихи К. Д. Бальмонт, С. Н. Кошкаров.
Содержание газеты было разнообразно и актуально, в связи с чем она пользовалась популярностью. Издание имело следующие разделы: «Внутренние известия», «Последние известия», «По России», «Обзор печати», «Телеграммы», «Ярославская жизнь», «Областной отдел», «Суд», «Телефон (От наших собственных корреспондентов)». «Голос» подчёркивал, что он «газета, долженствующая оставаться чисто местною, отражающей на своих страницах общерусскую жизнь, но одновременно и главным образом и наиболее полно и ярко должна играть местными цветами и красками». Имелись бесплатные приложения: краеведческое — еженедельный иллюстрированный журнал «Ярославские зарницы» (1909—1910); посвящённое проблемам местной кооперации и крестьянского предпринимательства — «Кооперативная жизнь» (1913—1914).
В связи с тем, что газета выражала мысли либеральной оппозиции, её редакторы неоднократно проверялись, издание трижды штрафовалось на высшую сумму — 500 рублей. Закрыта пришедшими к власти большевиками.